# Umm Salama Hind bint Abi Umayya

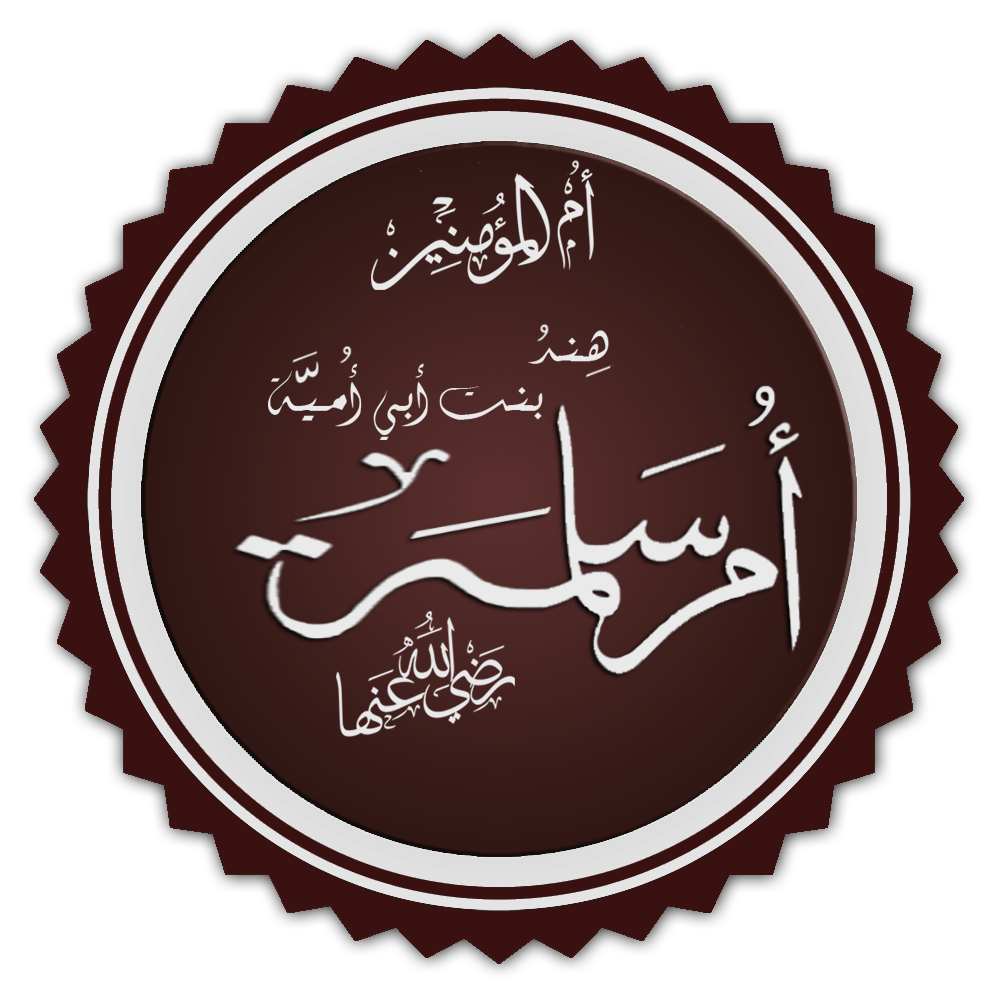
Umm Salama Hind bint Abi Umayya

Hind bint Abi Umayya (in arabo هند بنت أبي أمية‎?; 596 circa – 680) è stata la sesta moglie di Maometto.

## Biografia
Hind bint Abī Umayya, Hind al-Makhzūmiyya, Hind bint Suhayl, più nota come Umm Salama, ossia "Madre di Salama" (in arabo أم سلمة هند بنت أبي أمية‎?) ebbe come primo marito ʿAbd Allāh b. ʿAbd al-Asad, uno dei primi a convertirsi assieme a lei all'Islam.
Suo marito cadde per le ferite ricevute a Uhud (23 marzo 625). Da lui ebbe quattro figli: Salama (che le procurò la sua kunya e che più tardi sposò Umāma, figlia di Hamza ibn Abd al-Muttalib), ʿUmar, Zaynab (una delle donne più colte della sua generazione) e Durra.
Quando ebbe finito la sua ʿidda, sia Abū Bakr, sia ʿUmar b. al-Khaṭṭāb la chiesero in moglie, ricevendo però un rifiuto. Quando però Maometto le chiese la mano, Umma Salama - che aveva 29 anni - accettò volentieri.
Umm Salama morì nel 680.